# Philip J. Klass
Philip Julian Klass (ngày 8 tháng 11 năm 1919 – ngày 9 tháng 8 năm 2005) là một nhà báo và nhà nghiên cứu UFO người Mỹ, nổi tiếng với những nhận định hoài nghi về UFO. Trong các cộng đồng UFO học và hoài nghi, Klass truyền cảm hứng cho việc thẩm định phân cực. Ông được gọi là "Sherlock Holmes của ngành UFO học". Klass đã thể hiện "lòng nhiệt thành của quân thập tự chinh đối với những gì có vẻ là 'đúng đắn', bất kể điều đó có mang lại sự hoan nghênh phổ biến hay không", một đặc điểm mà ông tuyên bố rằng cha mình đã truyền lại cho ông. Klass nói, "Tôi đã phát hiện ra rằng khoảng 97, 98% những người cho biết họ nhìn thấy UFO là những người trung thực, thông minh về cơ bản đã nhìn thấy thứ gì đó — thường là vào ban đêm, trong bóng tối — điều đó khá lạ lùng, mà họ không thể giải thích nổi."  Phần còn lại, ông nói, đều là lừa gạt.

## Đời tư
Klass sinh ngày 8 tháng 11 năm 1919 tại Des Moines, Iowa, cha là Raymond Klass và mẹ là Anne Traxler, và lớn lên ở Cedar Rapids, Iowa. Cha của ông là một luật sư được khắp nước Mỹ công nhận là chuyên gia về luật sơ suất trên ô tô. Khi còn là một Hướng đạo sinh, ông được hưởng một chuyến đi trong một chiếc autogyro (một chiếc trực thăng đời đầu) tại Hội chợ Bang Iowa, và cô em gái Rosanne Klass, cũng kể lại rằng ông đã dành rất nhiều thời gian để chế tạo đài phát thanh pha lê. Ông tốt nghiệp trường Đại học Tiểu bang Iowa vào năm 1941 với bằng Cử nhân Khoa học về kỹ thuật điện.
Klass chuyển từ miền Trung Tây đến Washington, D.C., làm việc cho tờ Aviation Week. Giữa việc duy trì trách nhiệm báo chí của mình và theo kịp các tuyên bố từ cộng đồng UFO, Klass đã dành phần lớn cuộc đời trưởng thành của mình như một người cô độc và tham công tiếc việc. Ông kết hôn ở tuổi 60.  Vợ ông, Nadya, kém ông sáu tuổi và làm việc cho Đài Tiếng nói Hoa Kỳ ở Bulgaria. Họ không có con riêng, nhưng Nadya có một cậu con trai cùng mình trốn thoát khỏi nước Cộng sản Bulgaria năm 1973.

## Sự nghiệp
Trong mười năm, Klass làm việc cho General Electric với tư cách là một kỹ sư về điện tử hàng không. Không hài lòng với công việc của mình, vào năm 1952, ông chuyển đến Washington, DC, và gia nhập tờ Aviation Week, về sau trở thành Aviation Week & Space Technology. Ông là biên tập viên cao cấp của tờ Aviation Week & Space Technology trong suốt ba mươi bốn năm.
Luôn nỗ lực dẫn đầu, Klass đã xuất bản "Exclusive Report on Counter Measures" trong các ấn bản của tờ Aviation Week  số ra ngày 18 và 25 tháng 11 năm 1957.  Báo cáo này đã được chuyển đến FBI vì "tiết lộ trái phép thông tin được phân loại 'Tuyệt Mật'". Một cuộc điều tra về vụ tiết lộ đã bị hủy bỏ khi Không quân Mỹ nói với FBI rằng thông tin tiết lộ không thể được giải mật cho mục đích truy tố.
Klass có viết một số bài báo đầu tiên về hệ thống dẫn đường quán tính, dẫn đường tên lửa hồng ngoại và vi điện tử. Cuốn sách Secret Sentries in Space (1971)  của ông là một trong những cuốn sách đầu tiên về công nghệ vệ tinh gián điệp.
Năm 1973 Klass được bổ nhiệm là thành viên của Viện Kỹ sư Điện và Điện tử. Ông còn là thành viên của Hiệp hội Vì sự Tiến bộ Khoa học Hoa Kỳ, Hiệp hội Nhà văn Hàng không/Vũ trụ nay đã không còn tồn tại, Câu lạc bộ Báo chí Quốc gia và Câu lạc bộ Hàng không Quốc gia. Tiểu hành tinh 7277 (1983 RM2) được đặt tên là "Klass" theo tên ông. Ông đã nhận được Giải thưởng Lauren D. Lyman vào năm 1989 từ Hiệp hội Nhà văn Hàng không/Vũ trụ cho những thành tựu xuất sắc trong suốt sự nghiệp, và Giải thưởng Xuất sắc của Thập kỷ Boeing cho thành tựu trọn đời vào năm 1998 từ Hội Hàng không Hoàng gia.
Nghỉ hưu vào năm 1986 trong vai trò biên tập viên cao cấp về điện tử hàng không của tờ Aviation Week & Space Technology, ông tiếp tục đóng góp cho tạp chí này trong vài năm nữa.

### Nghiên cứu UFO
Sự tham gia của Klass trong lĩnh vực UFO có thể được bắt nguồn từ việc ông đọc bài báo về Sự kiện tại Exeter (1966) của nhà báo John G. Fuller, về một loạt các vụ nhìn thấy UFO trong và xung quanh Exeter, New Hampshire. Lưu ý rằng nhiều sự cố UFO của Exeter diễn ra gần các đường dây điện công suất lớn, Klass nghi ngờ rằng các báo cáo về UFO được giải thích tốt nhất là một loại tia chớp plasma hoặc sét hòn chưa từng biết trước đây có thể được tạo ra từ đường dây điện hoặc máy biến áp của chúng. Klass nghĩ rằng plasma có thể phù hợp với nhiều báo cáo UFO về các ánh sáng chuyển động thất thường; plasma tích điện cao có thể giải thích thêm về những tác động được báo cáo của UFO đối với hệ thống điện của máy bay và ô tô. Klass đã viết lên lý thuyết của mình trong một bài đánh giá về cuốn sách của Fuller được xuất bản trên tạp chí Aviation Week. Tiếp theo là một đánh giá đầy hoài nghi khác về công việc của Ủy ban Điều tra Quốc gia về Hiện tượng Không trung (NICAP). Những bài báo này đã thu hút sự chú ý to lớn của Klass trong cộng đồng UFO, và như Howard Blum nói, "... như thể chỉ qua một đêm, ông ấy đã được cả bạn bè và kẻ thù tôn xưng là 'kẻ lật tẩy UFO hàng đầu của đất nước'".
Klass ban đầu đã áp dụng lý thuyết sét hòn của mình một cách thận trọng và có chọn lọc trong một loạt bài báo trên tạp chí. Ông và nhà vật lý James E. McDonald đã trao đổi thư thân mật về chủ đề này, và McDonald đồng ý rằng một số UFO có thể là một loại sét hòn. Tuy nhiên, trong cuốn sách đầu tiên của mình về chủ đề này, Klass đã lập luận rằng plasma có thể giải thích hầu hết hoặc tất cả UFO, thậm chí cả những trường hợp bị nghi là do người ngoài hành tinh bắt cóc.
Giả thuyết về plasma của Klass không được những người ở hai bên trong cuộc tranh luận về UFO đón nhận, những người lưu ý rằng Klass đang sử dụng một hiện tượng chưa được xác minh—plasma mang tính giả thuyết của ông— để giải thích một hiện tượng chưa được xác minh khác—UFO.  Cả hai tham gia vào một cuộc tranh luận gay gắt kéo dài hàng tháng trời, san bằng nhiều lời buộc tội và tố cáo khác nhau. Cuối cùng, Klass đã viết thư cho cấp trên của McDonald tại Hải quân Mỹ (McDonald đã chính thức rời khỏi Hải quân về hưu, nhưng thường làm việc với Văn phòng Nghiên cứu Hải quân), đặt câu hỏi làm thế nào McDonald có thể dành nhiều thời gian cho nghiên cứu UFO mà vẫn đáp ứng các yêu cầu về tài trợ nghiên cứu khí quyển của mình. Điều này không dẫn đến việc McDonald mất tiền tài trợ ONR nhưng đã thu hút một số lời chỉ trích về Klass từ các thành viên của cộng đồng UFO.
Sự chỉ trích cũng được bày tỏ bởi một nhóm chuyên gia về plasma đa nghi hơn do Ủy ban Condon tập hợp, tất cả đều bác bỏ lý thuyết plasma của Klass là phi khoa học. Kể từ thời điểm đó, các lý thuyết gợi lên các hiện tượng tương tự với các phương thức phát sinh rất khác nhau đã được các nhà bình luận như Michael Persinger, Terence Meaden, Albert Budden, và Paul Devereux đề xuất. Năm 1999, báo cáo của Dự án Condign thuộc MoD đề xuất rằng "Hiện tượng Không trung Không xác định" (UAPs) có thể so sánh với các plasmas ban đầu do Klass chủ trương (nhưng đã được sửa đổi bởi Devereux và Randles) có thể đại diện cho một lời giải thích khả thi cho một số sự kiện UFO. Do đó, trong khi khái niệm ban đầu của ông bị mất uy tín, nó đã được những người khác điều chỉnh lại, và về mặt này, Klass được coi là người tiên phong trong cách tiếp cận này.
Vào cuối những năm 1960, Klass lặng lẽ từ bỏ lý thuyết plasma của mình và sau đó lập luận rằng tất cả những lần nhìn thấy UFO có thể được giải thích là xác định sai các hiện tượng bình thường (như mây, sao, sao chổi hoặc máy bay) và/hoặc là trò lừa bịp. Jerome Clark cho rằng Klass lập luận ủng hộ trò lừa bịp hơn hầu hết những người hoài nghi UFO khác, nhưng Klass hiếm khi có bằng chứng ủng hộ những lời tố cáo của mình; lập trường này được lặp lại bởi Don Ecker, người khẳng định rằng trong một cuộc tranh luận năm 1992, Klass đã đưa ra cáo buộc vô căn cứ về tội "buôn lậu ma túy" chống lại phi công người Úc Frederick Valentich, đã biến mất vào năm 1978 sau khi tuyên bố rằng một UFO lạ đang bay gần máy bay của anh ta.
Klass là thành viên sáng lập của Ủy ban Điều tra Khoa học về Tuyên bố Điều Huyền bí (CSICOP, nay là Ủy ban Điều tra Hoài nghi (CSI)) và phục vụ trong hội đồng điều hành và tiểu ban UFO. Ông đã thực hiện một số báo cáo tập trung vào sự hoài nghi về UFO và những lần nhìn thấy UFO. Ông đã xuất bản tờ Skeptics UFO Newsletter hai tháng một lần trong vài năm và viết một số cuốn sách về chủ đề này.
Vào những năm 1970, Klass đã dành nhiều lời khen ngợi cho cuốn The UFO Handbook của nhà thiên văn học và nhà điều tra UFO Allan Hendry, nhưng Hendry đã phản đối mạnh mẽ modus operandi (phương thức hoạt động) của Klass, mà Hendry cho rằng bao gồm việc trấn áp và bóp méo bằng chứng, lập luận phi khoa học, các cuộc công kích cá nhân, chiến dịch bôi nhọ, mồi khoa học và chuyển đổi chiến thuật, và dường như từ chối đánh giá bằng chứng mâu thuẫn với định kiến của ông. Nhà vật lý hạt nhân và nhà nghiên cứu UFO Stanton T. Friedman cũng thường xuyên va chạm Klass.
Phương thức hoạt động của Klass khi đối đầu với những đối thủ như Friedman là đặc biệt. Ông dường như hiểu rõ về vị thế của mình trong cả sự nghiệp và sở thích và sức mạnh mà vị thế đó mang lại cho ông. Khi biết Friedman có kế hoạch chuyển đến Canada vào năm 1980, Klass đã viết một bức thư cho A.G. McNamara với Viện Vật lý Thiên văn Herzberg tại Hội đồng Nghiên cứu Quốc gia ở Ottawa. Trong nhiều thập kỷ, NRC đã không sẵn lòng nhận các báo cáo về UFO do Cảnh sát Kỵ binh Hoàng gia Canada thu thập. NRC đã không nghiên cứu các báo cáo mà họ nhận được; họ chỉ đơn thuần phân loại chúng là "thiên thạch" hoặc "không phải thiên thạch" và nộp chúng. Mục đích của lá thư của Klass là để mang lại "tin xấu" - rằng Stanton Friedman đang chuyển đến Canada. Klass cảnh báo rằng Friedman sẽ bắt đầu cáo buộc họ về việc che đậy UFO. Sau đó, ông tiếp tục bôi nhọ sự chuyên nghiệp của Friedman, đồng thời tự nhận là bạn của Friedman khi thảo luận về các chủ đề khác ngoài UFO. Mười ngày sau, một bản ghi nhớ đã được gửi đến ban quản lý NRC có nội dung, "Tôi không biết chúng tôi có thể làm gì để chuẩn bị cho việc đến Canada của người đàn ông Friedman này, nhưng nếu ông ấy hành động như Klass dự đoán, chúng tôi không đủ khả năng để công khai mà ông ấy sẽ tạo ra cho chúng tôi."  Quyết định được đưa ra nhanh chóng là chuyển tất cả các báo cáo về UFO cũ hơn một năm cho Cơ quan Lưu trữ Công cộng Canada. Bức thư đơn của Klass dường như đã thúc đẩy một cuộc di dời hồ sơ lớn ở Canada và sau đó làm cho nghiên cứu của Friedman dễ dàng hơn so với những gì có thể xảy ra.
Klass đã đúng khi Friedman thực sự bắt đầu nghiên cứu hồ sơ UFO của Canada và tố cáo chính phủ Canada che đậy thông tin. Trong một bài báo không ghi ngày tháng về tình hình UFO của Canada ở Canada, Friedman cáo buộc rằng "hai cơ quan điều tra do chính phủ bảo trợ" đã che đậy thông tin về UFO, và chính phủ đã "giấu hoặc phá hủy" thông tin thêm. Trong cùng một bài báo, Friedman cũng kể một phiên bản khác về các sự kiện dẫn đến việc các hồ sơ UFO của Canada được chuyển đến các kho lưu trữ công cộng. Ông tuyên bố rằng những nỗ lực của một "nhà nghiên cứu người Canada" với tên pháp lý là Ông X và chính Friedman đã chịu trách nhiệm về việc chuyển hồ sơ.
Năm 1987, Klass lần đầu tiên nhìn thấy tài liệu [[Majestic 12Đây là một bộ tài liệu được "phát hiện" bởi nhà nghiên cứu UFO Bill Moore và cộng sự của ông, nhà sản xuất truyền hình Jaime Shandera. Tài liệu này dường như chứng minh sự che đậy của chính phủ về một vụ tai nạn đĩa bay của người ngoài hành tinh tại Roswell, New Mexico, vào năm 1947. Klass ngay lập tức nghi ngờ tính xác thực của các tài liệu và cố gắng chứng minh sự nghi ngờ của mình. Klass đã có thể đặt ra nhiều câu hỏi về mỗi tài liệu, nhưng sau vài tháng, ông nhận ra rằng chỉ có chính phủ mới có thể giải quyết chúng. Cuối năm 1987, Klass đã viết thư cho FBI để thông báo rằng Moore đang phân phối những gì có vẻ là tài liệu tuyệt mật. Điều này đã thúc đẩy một cuộc điều tra kéo dài, nhưng bằng chứng chắc chắn không bao giờ được đưa ra từ cuộc điều tra đó. Cuối cùng, sự đồng thuận đứng về phía Klass, Friedman là nhân vật trung tâm duy nhất trong cuộc tranh cãi để duy trì tính xác thực của tài liệu.  Klass đã tìm thấy các tài liệu tuyệt mật khi đó không đề cập đến bất cứ điều gì về người ngoài hành tinh.

## Cái chết
Klass qua đời vì bệnh ung thư ở Cocoa, Florida, vào ngày 9 tháng 8 năm 2005, sau khi chuyển đến đảo Merritt, Florida vào năm 2003.

## Tác phẩm
Sách
- UFOs — Identified, 1968, Random House, ISBN 0-394-45003-5
- Secret Sentries in Space, 1971, Random House, ISBN 0-394-46972-0, LCCN 77-143994 (nói về vệ tinh gián điệp)
- UFOs Explained, 1974, Random House, hardback ISBN 0-394-49215-3 Vintage Books paperback, ISBN 0-394-72106-3
- UFOs: The Public Deceived, 1983, Prometheus, ISBN 0-87975-322-6
- UFO Abductions: A Dangerous Game, 1989, Prometheus, ISBN 0-87975-509-1
- The Real Roswell Crashed-saucer Coverup, 1997, Prometheus, ISBN 1-57392-164-5
- Bringing UFOs Down to Earth, 1997, Prometheus, ISBN 1-57392-148-3 (dành cho độ tuổi từ 9–12)

Bài viết
- "Plasma theory may explain many UFOs". Aviation Week & Space Technology. McGraw Hill. ngày 22 tháng 8 năm 1966. ISSN 0005-2175.
- "N-Rays and UFOs: Are they related". Skeptical Inquirer. Quyển 2 số 1. 1977. tr. 57–61. ISSN 0194-6730.
- "NASA, the White House, and UFOs". Skeptical Inquirer. Quyển 2 số 2. 1978. tr. 72–81. Tái bản thành Paranormal Borderlands of Science.
- "UFOs, the CIA, and the New York Times". Skeptical Inquirer. Quyển 4 số 3. 1980. tr. 2–5. Reprinted in Paranormal Borderlands of Science.[25]
- "UFO federation falls on hard times". Skeptical Inquirer. Quyển 9 số 4. 1985. tr. 314–316.
- "Crash of the crashed saucer claim". Skeptical Inquirer. Quyển 10 số 3. 1986. tr. 234–241. Tái bản thành The UFO Invasion và The Hundredth Monkey: And Other Paradigms of the Paranormal.
- "A Hoax UFO Document". Skeptical Inquirer. Quyển 10 số 3. 1986. tr. 238–239.
- "The Condon UFO study: A trick or a conspiracy". Skeptical Inquirer. Quyển 10 số 4. 1986. tr. 328–341. Tái bản thành The UFO Invasion.
- "FAA data sheds new light on JAL pilot's report". Skeptical Inquirer. Quyển 11 số 4. 1987. tr. 322–326. Tái bản thành The UFO Invasion.
- "The MJ-12 Crashed Saucer Documents". Skeptical Inquirer. Quyển 12 số 2. 1987–1988. tr. 137–146. Tái bản thành The UFO Invasion and The Hundredth Monkey: And Other Paradigms of the Paranormal.
- "The MJ-12 papers "Authenticated"?". Skeptical Inquirer. Quyển 13 số 3. 1989. tr. 305–309. Tái bản thành The UFO Invasion.
- "The "Top-Secret UFO papers" NSA won't release". Skeptical Inquirer. Quyển 14 số 1. 1989. tr. 65–68. Tái bản thành The UFO Invasion.
- "New Evidence of MJ-12 Hoax". Skeptical Inquirer. Quyển 14 số 2. 1990. tr. 135–140. Reprinted in The UFO Invasion and The Hundredth Monkey: And Other Paradigms of the Paranormal.[26]
- "Additional comments about the "Unusual Personal Experiences Survey"". Skeptical Inquirer. Quyển 17 số 2. 1993. tr. 145–146. Tái bản thành The UFO Invasion.
- "Time challenges John Mack's UFO abduction efforts". Skeptical Inquirer. Quyển 12. 1994. Tái bản thành The UFO Invasion.
- "The GAO Roswell report and Congressman Schiff". Skeptical Inquirer. Quyển 18. Tái bản thành The UFO Invasion.
- "That's entertainment! TV's UFO coverup". Skeptical Inquirer. Quyển 20 số 6. 1996. Bản gốc lưu trữ ngày 6 tháng 8 năm 2017. Truy cập ngày 10 tháng 10 năm 2020. Reprinted in The UFO Invasion.[27]
- "A field guide to UFOs". Astronomy. Quyển 25 số 9. Kalmbach Publishing. tháng 9 năm 1997. tr. 30–35. ISSN 0091-6358.